# She Wants Me
She Wants Me ist eine US-amerikanische Filmkomödie aus dem Jahr 2012. Regie führte Rob Margolies, der auch das Drehbuch schrieb. In den Hauptrollen sind Josh Gad, Kristen Ruhlin, Johnny Messner, Aaron Yoo, Melonie Diaz, Hilary Duff und Charlie Sheen zu sehen. Premiere hatte er am 5. April 2012 in Los Angeles. In Deutschland erschien er am 3. August 2012 direkt im Heimvideomarkt.

## Handlung
Der Drehbuchautor Sam Baum lebt mit seiner Freundin Sammy Kingston in Los Angeles. Während Sam an einem Drehbuch für einen neuen Spielfilm arbeitet, hält Sammy die beiden mit Schauspieljobs über Wasser, einem Beruf, dem auch Carly, ihre beste Freundin, nachgeht. Sam hatte bereits vor Sammy mehrere Freundinnen, jedoch ist Sammy für ihn die große Liebe, während Sammy bereits vor ihrer Beziehung mit Sam mit dem gutaussehenden Arzt John Stunner verheiratet war, ihn jedoch verlassen hat, da er nicht an ihren Traum, Schauspielerin zu werden, glaubte.
Als ihr Exmann an Sammys Geburtstag auf einer Überraschungsparty auftaucht und schließlich als letzter Gast beim Aufräumen hilft, bietet ihm Sammy an, die Nacht auf der Couch zu verbringen. Am nächsten Morgen schlägt John vor, dass er eine Weile bei Sammy und Sam wohnen könnte und im Gegenzug dafür die Miete bezahlen würde, dem Sam widerwillig zustimmt.
Als Sam mit seinen Freunden in einem Club weilt, vermittelt ihn sein Freund Max einen Kontakt zu der angesagten Schauspielerin Kim Powers, doch Sam glaubt nicht, dass sich die Schauspielerin für seinen Film interessieren würde. Als Sam nach Hause zurückkehrt und seine Freundin traurig vorfindet, verspricht er ihr die Hauptrolle in seinem kommenden Film. Als Kim Powers jedoch am nächsten Tag auf Vermittlung von Max tatsächlich mit Sam Kontakt aufnimmt, kann es Sam zunächst nicht glauben, verspricht schließlich aber ihr die Hauptrolle in seinem kommenden Film. Während Sam mit dem Schreiben des Drehbuches beschäftigt ist, bessert sich das Verhältnis zwischen Sammy und ihrem Exmann fortwährend. Sammy versucht sich weiter an Schauspielrollen und bei einer arbeitet sie sogar mit Kim Powers zusammen. Ihre Freundin Carly hat unterdessen eine Rolle an der Seite von Charlie Sheen bekommen.
Als Sammy ankündigt, sie werde für Zeit nach New York gehen, um dort in einem Theaterstück mitzuspielen, gesteht ihr Sam, dass er ihre Rolle in seinem Film bereits an Kim Powers vergeben hat. Sammy ist wütend, dass Sam ihr dies nicht schon vorher gesagt hat, zumal sie bereits mit Kim Powers an einem Film zusammengearbeitet hatte, verlässt ihn am nächsten Tag und reagiert auch nicht mehr auf seine Anrufe. 
Sam versucht, über Sammy hinwegzukommen, und trifft auf Gwen, mit der jedoch keine intime Beziehung anfangen kann, da er noch nicht über Sammy hinweg ist.
Als Sam anlässlich eines Besuchs seiner Verwandten in New York die Premiere von Sammys Theaterstück besucht, trifft dort auch auf ihre Freundin Carly, die mit Charlie Sheen ebenfalls die Vorstellung besucht. Nach der Vorstellung will Sam seiner früheren Freundin einen Heiratsantrag machen. Nachdem er von Charlie wegen seines Aussehens verspottet wird, betritt er en Umkleideraum, wo er Sam und John sieht. Frustriert fliegt er nach Hause zurück.
Zuhause stellt Sam sein Drehbuch fertig und stellt es Kim Powers vor, die es großartig findet. Er trifft sich erneut mit Gwen und wird mit ihr intim. Als er jedoch erfährt, mit wie vielen Männern Gwen bereits geschlafen hat, ist er entsetzt und will nichts mehr von ihr wissen. Wütend wirft er auch John aus seiner Wohnung. Als sich die Wogen zu glätten beginnen, ruft Kim Powers’ Agentin an, die wütend ist, dass sie übergangen wurde, verbietet Sam den Kontakt zu Kim Powers und droht, dass sie dafür sorgen wird, dass seine Karriere wie die von David Hasselhoff endet. Sam betrinkt sich und fängt eine Schlägerei mit John an, der ihn aufklärt, was passiert ist, als Sam den Umkleideraum im Theater verlassen hat. So hat John versucht, Sammy zurückzugewinnen, Sammy hat jedoch abgelehnt. Als Sammy die Kabine verlassen hat, hat ihr Charlie erzählt, was für ein toller Typ Sam sei. Als Sammy Sam kontaktiert hat, war dieser aber bereits abgereist. Sam und John vertragen sich und John zieht am nächsten Tag aus.
Schließlich kehrt Sammy zu Sam zurück. Sie erklärt, sie habe ihre Rolle gekündigt, und die beiden werden wieder ein Paar.

## Synchronisation
| Rolle             | deutscher Sprecher    |
| ----------------- | --------------------- |
| Sam Baum          | Karlo Hackenberger    |
| Kim Powers        | Yvonne Greitzke       |
| Charlie Sheen     | Benjamin Völz         |
| Max               | Jan Makino            |
| Barbara Bernhardt | Heide Domanowski      |
| Carly             | Esra Vural            |
| Drew              | Marco Kröger          |
| Großmutter Elma   | Luise Lunow           |
| Gwen              | Antje von der Ahe     |
| John McCartney    | Peter Lontzek         |
| Lloyd             | Rainer Fritzsche      |
| Ruth Baum         | Katarina Tomaschewsky |
| Sammy Kingston    | Julia Stoepel         |
| Tyson             | Wolfgang Wagner       |
| Walter Baum       | Stefan Staudinger     |